# Beauty's Only Skin Deep
Beauty's Only Skin Deep to pierwszy solowy album studyjny Cherie Currie, wydany rok po jej odejściu z rockowego zespołu The Runaways. Łączy w sobie elementy punka i new wave. Producentami zostali znany ze współpracą z Runaways Kim Fowley oraz David Carr.

## Wydanie i promocja
Wytwórnia Mercury postanowiła, że płyta nie zostanie wydana w Stanach Zjednoczonych. Aby promować album, tytułowy utwór został wydany w Holandii jako singel na płycie siedmiocalowej. Utwór „Call Me At Midnight” został wydany w Wielkiej Brytanii. Natomiast w Japonii album reklamowano singlem „Science Fiction Daze/The Only One”.

## Lista utworów
| 1.  | „Call Me At Midnight” (Steven T.)                                 | 3:21  |
|     |                                                                   |       |
| 2.  | „I Surrender” (Billy Bizeau)                                      | 3:46  |
|     |                                                                   |       |
| 3.  | „Beauty's Only Skin Deep” (Cherie Currie, David Carr, Kim Fowley) | 3:51  |
|     |                                                                   |       |
| 4.  | „I Will Still Love You” (Robert Strauss)                          | 3:33  |
|     |                                                                   |       |
| 5.  | „Science Fiction Daze” (Steven T., Kim Fowley)                    | 4:06  |
|     |                                                                   |       |
| 6.  | „I Like The Way You Dance” (Steven T.)                            | 3:09  |
|     |                                                                   |       |
| 7.  | „That's The Kind Of Guy I Like” (Steven T.)                       | 3:14  |
|     |                                                                   |       |
| 8.  | „Love At First Sight” (Billy Bizeau)                              | 4:01  |
|     |                                                                   |       |
| 9.  | „The Only One” (Cherie Currie, Steven T.)                         | 3:45  |
|     |                                                                   |       |
| 10. | „Young And Wild” (Steven T., Kim Fowley)                          | 2:52  |
|     |                                                                   |       |
|     |                                                                   | 35:38 |
|     |                                                                   |       |

## Twórcy
- Cherie Currie – wokal
- Steven T. – gitary, wokal
- Dan Ferguson, Thom Rotella – gitary
- Moose McCains – gitara basowa, wokal
- Sal Maida, David Hungate – gitara basowa
- Willy Ornellas, Billy Thomas – perkusja
- Marie Currie – chórki w utworach numer: 2, 3, 4, 9 i główny wokal w utworze „Love At First Sight”